# Plaça del Pou (Tortosa)
La plaça del Pou és una plaça del barri de Remolins, a Tortosa (Baix Ebre), inclosa a l'Inventari del Patrimoni Arquitectònic de Catalunya.

## Descripció
És una plaça allargada entre el carrer de la Murada de Remolins i el carreró Primer de Vilanova. Formada per habitatges de maçoneria i maó ordinari, normalment la planta es troba arrebossada però els pisos no. Les construccions són d'un o dos pisos, normalment amb terrat davant, mirant a la façana, i darrere teulada. Les obertures són o bé allindades i amb arcs de reforç de maó, o bé amb arc escarser de maons en ventall. Als pisos s'alternen les finestres i els balcons, tant de ferro i rajola vidriada (núm. 8) com de pedra a la base (núm. 3). Les cases de façana més ampla (núm. 8) tenen a la planta una petita porta per accedir al pis i una de gran per entrar-hi els animals i el carro.

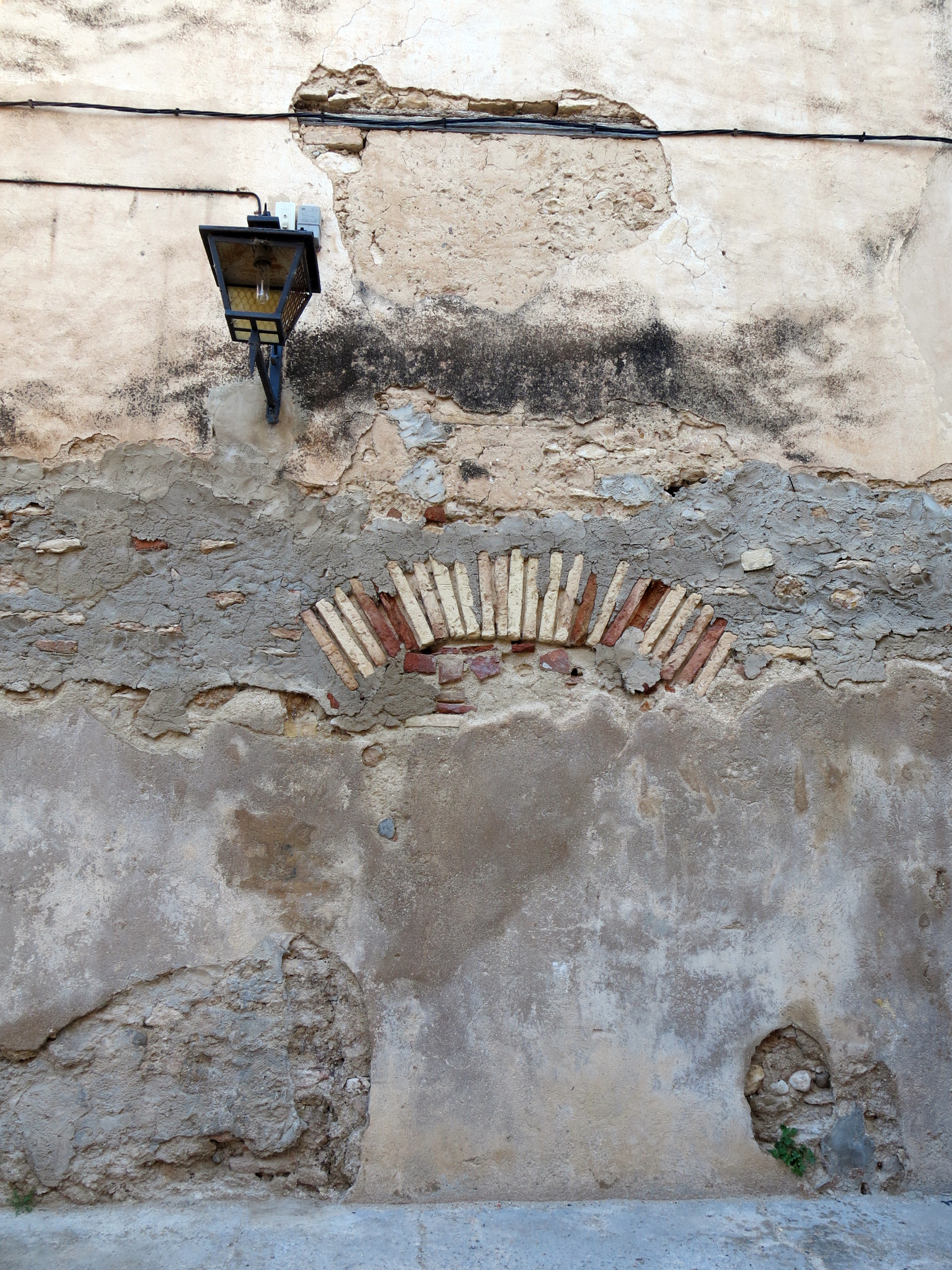
Fanal i portal cec

## Història
La plaça forma part de Remolins, antic barri jueu de la ciutat, urbanitzat entre els segles XII i XIV. Malgrat les transformacions que posteriorment hagi sofert, especialment durant el segle xix, el seu traçat recorda bastant l'urbanisme de tipus medieval. Els habitatges, però, corresponen totes a final de segle xix, començament del XX, en què tingué lloc la renovació del barri.